# Астрономія в США
Астрономія в США є найрозвиненішою в світі й досягає видатних успіхів в практично усіх галузях теоретичних і спостережних досліджень. Америка лідирує у світі за кількістю Нобелівських премій, присуджених за астрофізичні результати. Координовані НАСА космічні дослідження включають найбільш всеосяжну серед усіх країн програму досліджень об'єктів Сонячної системи і найбільший у світі флот космічних телескопів, що покривають практично всі вживані в астрономічних дослідженнях довжини хвиль. Близько половини найбільших наземних оптичних телескопів також розташовані в США.
Хоча в XIX столітті американська астрономія відставала від астрономії європейських країн, протягом XX століття вона вийшла на провідні позиції. Цьому сприяли успіхи американської економіки, війни в Європі, еміграція до США.

## Історія

### Міжвоєнний період
1920 року у Вашингтоні відбулася знаменита Велика суперечка між Гарлоу Шеплі та Гебером Кертісом та мала на меті визначити параметри нашої Галактики та природу «спіральних туманностей», нині відомих як спіральні галактики. Крапка в цій суперечці була поставлена 1925 року Едвіном Габблом, який використав цефеїди, щоб виміряти відстані до галактик. Інші видатні результати Габбла в позагалактичній астрономії включають його класифікацію галактик і закон Габбла для залежності червоного зміщення галактик від відстані до них, який став першою вказівкою на існування Великого вибуху.
Перші кроки в американській ракетній техніці зробив Роберт Ґоддард, який в 1926 році запустив першу у світі ракету з рідинним двигуном.
Завершений 1917 року телескоп Гукера діаметром 2,54 м залишався найбільшим у світі до 1949 року, коли його перевершив телескоп Гейла, теж американський. Використовуючи цей телескоп, Едвін Габбл вперше виміряв відстань до галактики Андромеди, а Фріц Цвікі знайшов перші вказівки на існування темної матерії у скупченнях галактик.
Розвитку астрономічних і астрофізичних досліджень в США в міжвоєнний період сприяла й еміграція науковців з неспокійної Європи. Зокрема, рятуючись від німецьких нацистів, в США переселились видатні німецькі теоретики Альберт Ейнштейн і Ганс Бете, а від радянської влади в Америку втекли народжені на території теперішньої України науковці Отто Струве і Георгій Гамов.

### Після Другої світової війни

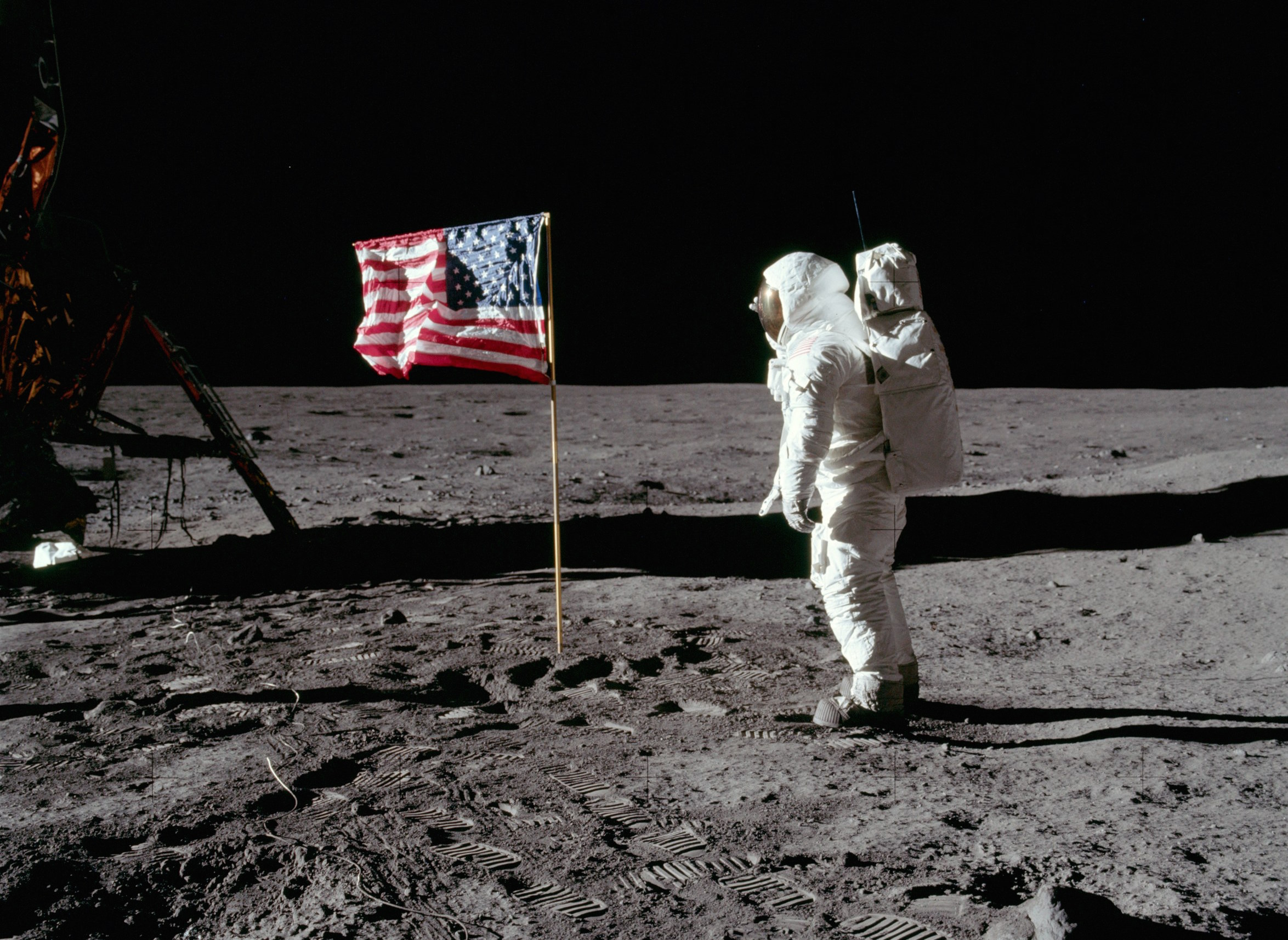
Прапор США, встановлений на Місяці астронавтами «Аполлона-11».

#### Космонавтика
Успіху американської космічної програми сприяло використання напрацювань нацистської Німеччини й залучення німецьких інженерів на чолі з Вернером фон Брауном, а також заснування НАСА в 1958 році. Хоча на початку космічних перегонів, в 1950-ті й на початку 1960-х років, США дещо відставали від СРСР, зрештою завдяки великим капіталовкладенням США випередили СРСР в місячних перегонах і в 1969 році першими успішно відправили астронавтів на Місяць в ході програми Аполлон. Відтоді США залишаються беззаперечним світовим лідером у космічній галузі.

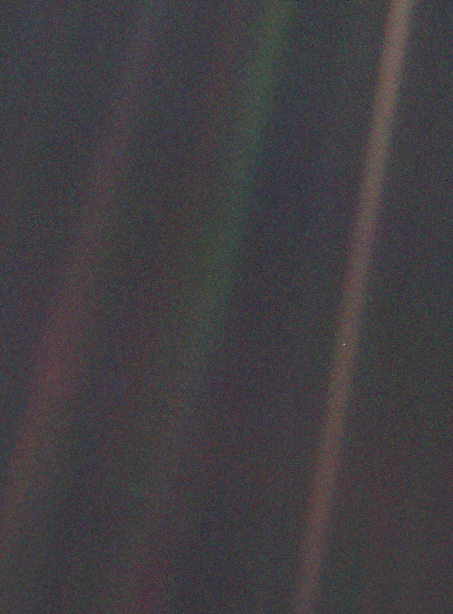
«Бліда блакитна цятка» — фотографія Землі з рекордно великої відстані, зроблена американським космічним апаратом «Вояджер-1».

Американська космічна програма включає космічні місії до різних об'єктів Сонячної системи: пролітну місію «Марінер-10» й орбітальну місію MESSENGER до Меркурія, радарне картографування поверхні Венери крізь непрозорі для видимого випромінювання венеріанські хмари Магелланом, фотографування Марса апаратами програми «Марінер», дослідження поверхні Марса Вікінгами й марсоходами, дослідження найбільших об'єктів поясу астероїдів космічною місією Dawn, перші прольоти повз планети-гіганти («Вояджер-1», «Вояджер-2», «Піонер-10», «Піонер-11»), орбітальні місії навколо Юпітера Галілео та Юнона, орбітальну місію навколо Сатурна Кассіні, проліт Нових Горизонтів повз Плутон, численні космічні місії з дослідження астероїдів, комет, Сонця, Місяця. Багато місій розробляються НАСА в міжнародній співпраці, зокрема з ЄКА. До космічних розробок активно залучені приватні компанії, американські наукові й освітні установи.

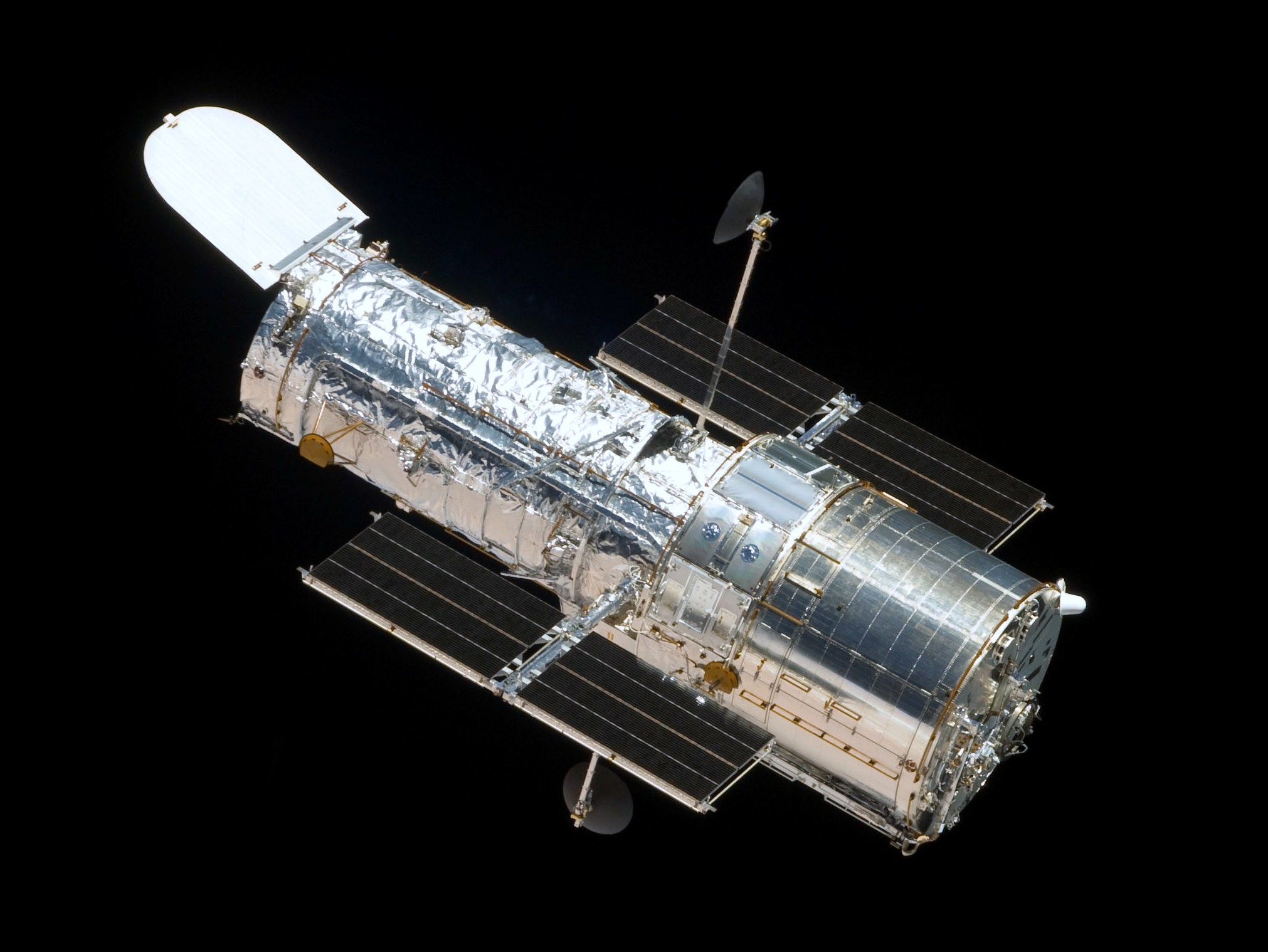
Космічний телескоп Габбла, знятий з шатла «Атлантіс».

Ще однією важливою для астрономії складовою частиною американської космічної програми є створення космічних обсерваторій, здатних спостерігати далекі об'єкти без завад земної атмосфери. Американські космічні телескопи включають так Великі обсерваторії включно зі знаменитим телескопом Габбла, найбільший інфрачервоний телескоп Джеймса Вебба, а також ряд менших спеціалізованих космічних телескопів, як-от телескопи Кеплер і TESS, призначені для пошуку екзопланет.

#### Телескопи
У 1949 році в Паломарській обсерваторії в Каліфорнії був завершений телескоп Гейла діаметром 5,1 м, який багато десятиліть залишався найбільшим оптичним телескопом у світі. (У 1976 році його перевершив за розмірами радянський БТА, однак через помилки в проєктуванні БТА продовжував поступатись телескопу Гейла в роздільній здатності.) Особливо активно йшло будівництво нових телескопів в місцях з найкращим астрокліматом — на Гаваях, в Аризоні, в Техасі. Винайдення адаптивної оптики дозволило в 1990-ті і 2000-ні роки створити перші телескопи 10-метрового класу, такі як Кек, Телескоп Хоббі — Еберлі, Великий бінокулярний телескоп. Іншою важливою революцією в телескопічних спостереженнях стало використання ПЗЗ-камер для отримання зображень (винайдення оптичних ПЗЗ-сенсорів було відмічено Нобелівською премією з фізики, присудженою 2009 року американцю Джорджу Сміту і американсько-канадському науковцю Вілларду Бойлу).

#### Відкриття
Багато американських науковців здобули Нобелівську премію з фізики за дослідження в галузі астрономії або астрофізики:
- Ганс Бете, «за внесок у теорію ядерних реакцій, особливо за відкриття, що стосуються джерел енергії зір» (1967)[1].
- Арно Аллан Пензіас і Роберт Вудро Вільсон, «за відкриття мікрохвильового реліктового випромінювання» (1978)[2].
- Субраманьян Чандрасекар, «за теоретичні дослідження фізичних процесів, що грають важливу роль у будові і еволюції зір» (1983)[3].
- Вільям Альфред Фаулер, «за теоретичне й експериментальне дослідження ядерних реакцій, що мають важливе значення для утворення хімічних елементів Всесвіту» (1983)[3].
- Джозеф Тейлор і Джон Мазер, «за відкриття нового типу пульсарів, що дало нові можливості у вивченні гравітації» (1993)[4].
- Раймонд Девіс, «за створення нейтринної астрономії» (2002)[5].
- Ріккардо Джакконі, «за створення рентгенівської астрономії й винахід рентгенівського телескопа» (2002)[5].
- Джон Мазер і Джордж Смут, «за відкриття анізотропії і чорнотільної структури енергетичного спектра космічного фонового випромінювання» (2006)[6].
- Сол Перлматтер, Браян Шмідт, Адам Рісс, «за відкриття прискореного розширення Всесвіту за допомогою спостережень над далекими надновими» (2012)[7].
- Райнер Вайс, Баррі Баріш і Кіп Торн, «за вирішальний внесок у розробку детектора LIGO та спостереження гравітаційних хвиль» (2017)[8].
- Джеймс Піблс, «за теоретичні відкриття у фізичній космології» (2019)[9].
- Андреа Ґез, «за відкриття надмасивного компактного об'єкта в центрі нашої Галактики» (2020)[10].

## Установи
Найважливішою в країні астрономічною науковою організацією є Американське астрономічне товариство разом зі своїми відділом планетних наук, відділом динамічної астрономії та іншими. Іншими важливими для астрономії науковими організаціями є Тихоокеанське астрономічне товариство, Американський геофізичний союз та інші. Всі ці організації проводять регулярні зустрічі, які є одними з найважливіших у світі астрономічних конференцій, та присуджують престижні премії за заслуги в різних галузях астрономії.

## Публікації
Журнал Science, видаваний Американською асоціацією сприяння розвитку науки, вважається одним з найпрестижніших у світі журналів для публікації найбільш сенсаційних наукових результатів (на рівні з британським Nature).
До основних журналів, в яких публікуються сучасні астрономічні дослідження, належать Astronomical Journal, Astrophysical Journal і Astrophysical Journal Letters, які видає Американське астрономічне товариство, і Publications of the Astronomical Society of the Pacific, які видає Тихоокеанське астрономічне товариство.
Annual Review of Astronomy and Astrophysics і Annual Review of Earth and Planetary Sciences публікують щорічні огляди найважливіших галузей астрономії, астрофізики та планетології і належать до найцитованіших астрономічних журналів.